# Poëzat
 Poëzat  là một xã ở tỉnh Allier thuộc miền trung nước Pháp.